# Юргенс, Йохан
Йохан Юргенс (нем. Johann Jürgens; 19 ноября 1985, Нойбранденбург) — немецкий актер театра и кино.

## Биография
Окончил академию театрального искусства имени Эрнста Буша в Берлине (Hochschule für Schauspielkunst «Ernst Busch» Berlin). В 2003 году Йохан Юргенс написал радиопьесу «Дверной замок» (Das Türschloss) (режиссёр Патрик Конли). С 2008 по 2013 год  работал на театральной сцене берлинского Театра Максима Горького (Maxim Gorki Theater). За время работы в театре было создано 26 ролей. С сезона 2013/2014 года работает в Штутгарском театре (Schauspiel Stuttgart). Йохан Юргенс увлекается музыкой, играет: на виолончели с 9 лет, фортепьяно, гитаре, барабанах, губной гармошке. 
Лауреат премии конкурса немецких драматических школ в Ростоке проводимых Министерством образования и исследований Германии в 2008 году.
С 2017 года является свободным художником играет в театрах Цюриха, Дюссельдорфа, Берлинском театре имени Максима Горького, государственном театре Дармштадта, государственном театре Котбуса и др. В 2017/18 году он сыграл Матти в спектакле "Господин Пунтила и его луга Матти" Б. Брехта (режиссер: Себастьян Баумгартен). В сезоне 2021/22 он выступает в качестве приглашенного артиста в государственном театре Касселя.
Йоханн Юргенс также снимался в многочисленных телевизионных и художественных фильмах в Германии.
Имеет дочь.

## Фильмы

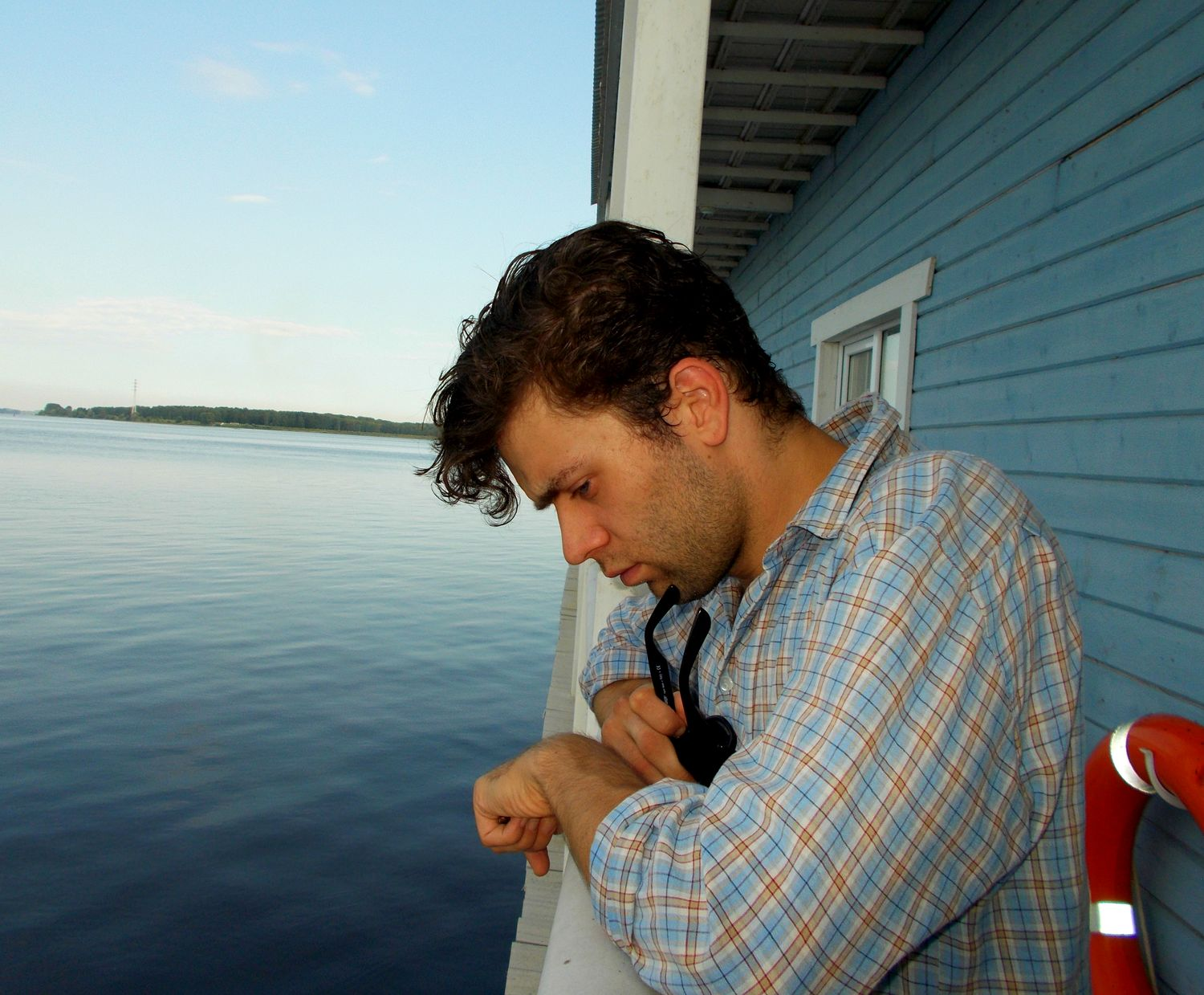
Йохан Юргенс, Россия, июль 2013 г.

- 2004 | Halluzinationen | HR | Kurzfilm l Gregor Rosenbaum
- 2007 | Live sucks | HR | Kino l Steiner Film | Rudolf Steine
- 2008 | Streetworker | HR | Kurzfilm | HFF Potsdam | Karl Hagen Stötzer
- 2008 | IQ | Kurzfilm l Pivi Horis
- 2008 | zweieinhalb | HR | Kurzfilm | bboxx filme | Jano Ben Chaabane (1. Preis beim Deutschen Jugendvideopreis 2010)
- 2009 | zweisam | HR | Kurzfilm | bboxx filme | Jano Ben Chaabane
- 2009 | Goethe! | Kino | deutschfilm | Philipp Stölzl
- 2010: Das letzte Schweigen (Kinofilm)
- 2010: Goethe! (Kinofilm)
- 2010: SOKO Wismar (Fernsehserie; Folge: Hochwild)
- 2011: Die Unsichtbare (Kinofilm)
- 2012: Wir wollten aufs Meer (Kinofilm)
- 2013: Ein starkes Team – Die Frau im roten Kleid (Fernsehreihe)
- 2014: Шмитке (Kinofilm)
- 2015: SOKO Leipzig (Fernsehserie; Folge: Erlösung)
- 2016: Tatort – Der treue Roy (Fernsehreihe)
- 2016: Tödliche Geheimnisse (Fernsehfilm)
- 2017: Der Schweinehirt (Fernsehfilm)
- 2018: SOKO Köln (Fernsehserie; Folge: Ohne Reue)
- 2018: Feierabendbier (Kinofilm)

## Театр
2008—2013: Театр Максима Горького в Берлине (Maxim Gorki Theater Berlin)
- 2013 | Alles verändert sich - Songs for Revolution
- 2013 | Gladow-Bande
- 2013 | Jetzt Nicht / Paparapupi oder Der Aufstand der Sprache / In der Schlangengrube
- 2012 | Sein oder Nichtsein
- 2012 | Soundtrack to Utopia
- 2012 | Sternstunden
- 2012 | The Johnny Cash Songbook
- 2012 | Zeit zu lieben Zeit zu sterben

2013—: Государственный театр Штутгарта (Staatstheater Stuttgart)
- 2016 | Демитриус "Сон в летнюю ночь" - Demetrius in The Fairy Queen
- 2015 | А. Платонов - Прогулка с открытым сердцем
- 2014 | Мэкки-Нож - Трёхгрошовая опера (Die Dreigroschenoper) Бертольда Брехта, музыка Курта Вайля
- 2014 | Eberhard Pfister (Jung) in Pfisters Mühle
- 2013 | Urgötz - Von Johann Wolfgang von Goethe
- 2013 | Liebe Kannibalen Godard - von Thomas Jonigk nach dem Film Week-End von Jean-Luc Godard

## Телевидение
- 2016-2022 | Berlin Babylon | durchg. | Reihe (ARD) | X Filme | Tom Tykwer, Achim von Borries, Hendrik Handloegten
- 2016 | Geraubte Wahrheit | Spielfilm (ARD) | Dreamtool Ent. | Sherry Hormann
- 2015 | Tatort - Der treue Roy | Reihe (MDR) | Wiedemann & Berg | Gregor Schnitzler
- 2015 | Soko Leipzig - Erlösung | Serie (ZDF) | UFAfiction | Andreas Morell
- 2014 | Der Mama - Risiken und Nebenwirkungen | EpiHR | Serie (ARD) | Odeon TV | Lars Montag
- 2012 | Ein starkes Team - Die Frau im roten Kleid | Reihe | ZDF | UFA | Thorsten Näter
- 2010 | Soko Wismar - Hochwild | EpiHR | Serie | ZDF | Cinecentrum Berlin | Bruno Grass